# Epiparasia halmyropis
Epiparasia halmyropis är en fjärilsart som beskrevs av Edward Meyrick 1926. Epiparasia halmyropis ingår i släktet Epiparasia och familjen stävmalar. Inga underarter finns listade i Catalogue of Life.